# Marakwet (huyện)
Huyện Marakwet là một huyện thuộc tỉnh Rift Valley ở Kenya. Theo điều tra dân số ngày 24 tháng 8 năm 1999, huyện này có dân số 140629 người. Huyện Marakwet có diện tích 1588 km². Huyện lỵ đóng tại .